# Rimma Volkova
Rimma Volkova (9 de agosto de 1940 - 6 de junho de 2021) foi uma cantora de ópera soviética e russa. Ela tornou-se Artista de Mérito da RSFSR (1974), Artista do Povo da Federação Russa (1995) e ainda recebeu a Ordem de Honra em 2002.
Volkova faleceu a 6 de junho de 2021, aos 80 anos.